# Alcalatén
Die Comarca Alcalatén ist eine der acht Comarcas in der Provinz Castelló der Valencianischen Gemeinschaft.
Die im Zentrum gelegene Comarca umfasst 6 Gemeinden auf einer Fläche von 390,92 km².

## Gemeinden
| Gemeinde          | Einwohner (2024) | Fläche km² | Dichte Einw./km² | Cod INE | Postleitzahl |
| ----------------- | ---------------- | ---------- | ---------------- | ------- | ------------ |
| L’Alcora          | 10.581           | 94,90      | 111              | 12005   | 12110        |
| Costur            | 535              | 21,93      | 24               | 12049   | 12119        |
| Figueroles        | 518              | 12,09      | 43               | 12060   | 12122        |
| Lucena del Cid    | 1.420            | 137,04     | 10               | 12072   | 12120        |
| Useras            | 961              | 80,69      | 12               | 12122   | 12118, 12131 |
| Xodos             | 116              | 44,27      | 3                | 12055   | 12134        |
| Comarca Alcalatén | 14.131           | 390,92     | 36               | –       | –            |